# Kamp Duindorp

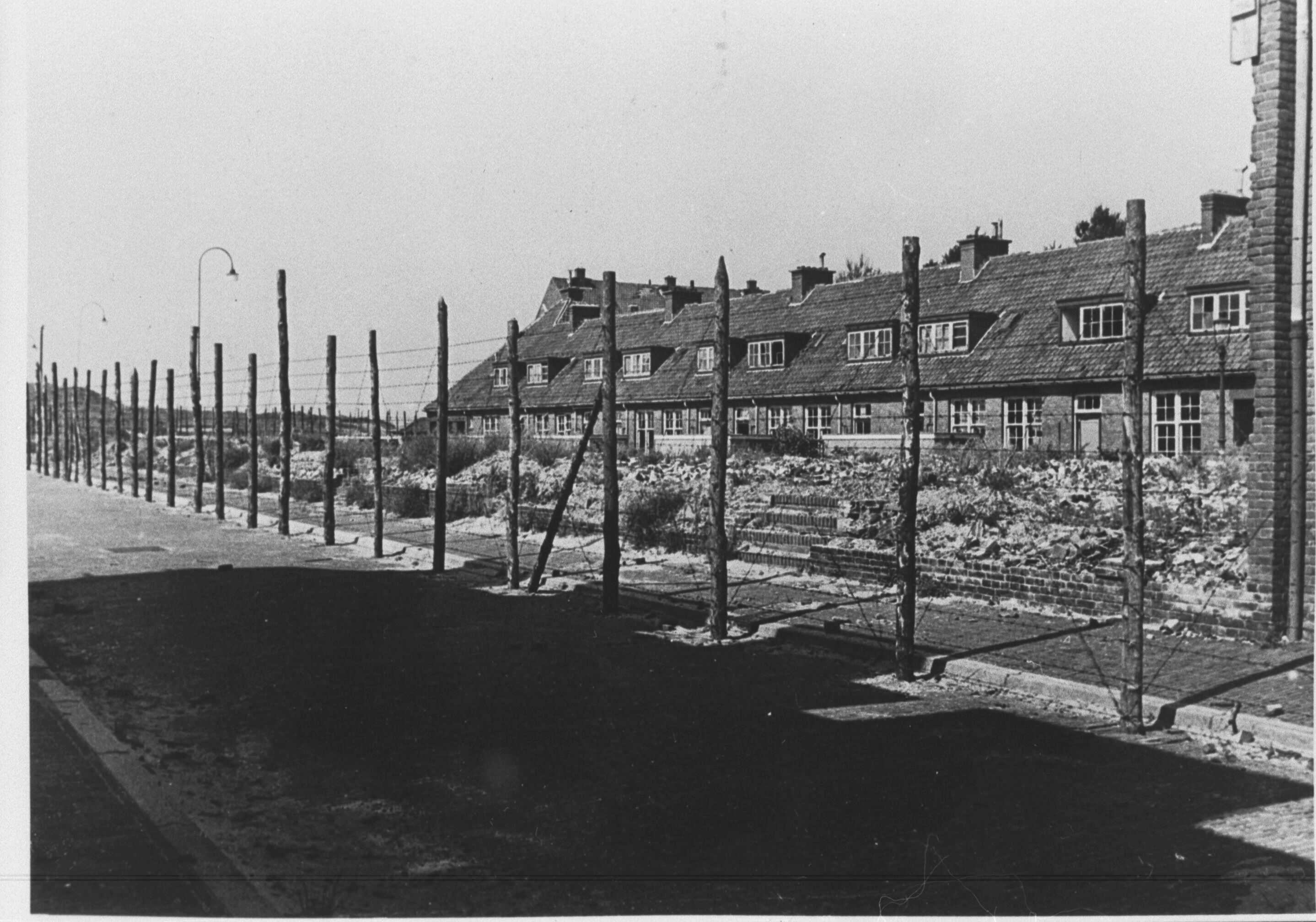
Interneringskamp Duindorp in Scheveningen

Kamp Duindorp was een Nederlands interneringskamp. Na de Tweede Wereldoorlog werden er NSB'ers opgesloten.
Het kamp werd in 1946 ingericht in de woonwijk Duindorp in Scheveningen. Deze was eind 1942 door de Duitse bezetter ontruimd ten behoeve van de aanleg van de Atlantikwall. De geïnterneerde NSB'ers werden ingezet om de wijk te herstellen. Naast NSB'ers werden in het interneringskamp ook andere personen opgesloten die verdacht werden van onder andere landverraad, wreedheden tegen burgers, samenwerking met de Duitsers of verdachte politieke sympathieën. Het kamp, dat aanvankelijk heel Duindorp besloeg, werd steeds kleiner gemaakt, zodat de oorspronkelijke bewoners geleidelijk aan weer naar hun wijk konden terugkeren. In 1951 werd het kamp opgeheven.
De Pniëlkerk in de Tesselsestraat werd op 3 augustus 1947 weer in gebruik genomen maar op 1 juli in 2009 gesloten.

## Documentatie
- In 1998 maakte de journalist Hans Polak een televisiedocumentaire over het kamp.[1]
- In de roman 'De spinvlieg' van Hugo Wapperom uit 2011 wordt het kamp van binnenuit beschreven door middel van een briefwisseling tussen de vader van de schrijver, Piet Wapperom en diens echtgenote.
- Een kort na de Tweede Wereldoorlog in Antwerpen uitgegeven boek van Niels Jacob van Heerne, getiteld 'De dood zit op het vinkentouw', beschrijft dagelijkse belevenissen van de gevangenen in Kamp Duindorp, hoewel het niet bij naam wordt genoemd.[2]